# Nicole Oliver
Nicole Lyn Oliver (ur. 22 lutego 1970 w Ottawie w Ontario) – kanadyjska aktorka i piosenkarka. 
Użyczyła głosu księżniczce Celestii i Cheerilee w serialu My Little Pony: Przyjaźń to magia oraz Zoe Trent w serialu Littlest Pet Shop.
Otrzymała tytuł licencjata sztuk pięknych z York University, tytuł magistra komunikacji na Uniwersytecie Royal Roads oraz odbyła dodatkowe szkolenie prowadzone przez Jeremy’ego Ironsa z Brytyjsko-Amerykańskiej Akademii Teatralnej.

## Wybrana filmografia
- Barbie i podwodna tajemnica – Calissa
- My Little Pony: Przyjaźń to magia – księżniczka Celestia
- My Little Pony: Equestria Girls – dyrektor Celestia
- Littlest Pet Shop – Zoe Trent